# Asz-Szajch Isa al-Aszuri
Asz-Szajch Isa al-Aszuri – wieś w Syrii, w muhafazie Idlib. W 2004 roku liczyła 984 mieszkańców.